# Великополовецьке
Великополове́цьке — село в Україні, у Білоцерківському районі Київської області. Населення становить 2353 осіб. Старостинському округу підпорядковані села Андріївка та Мала Михайлівка.

## Географія
Село Великополовецьке розташоване на берегах річок Кам'янка та її притоки Собот за 9 км від Фурсів і за 22 км від залізничної станції Біла Церква. З Києвом, Білою Церквою і Сквирою сполучено автошляхами.

## Етимологія
- На думку історика Омеляна Пріцака назва походить від половців-куманів[1].

## Історія
Біля села в урочищі Заріччні збереглися рештки поселень доби неоліту (IV—III тисячоліття до н. е.),бронзи та часів Київської Русі. Територія села входила, очевидно, до земель, якими володів половецький хан Тугоркан наприкінці 11 століття. З цим пов'язана і назва населеного пункту.
У 14 ст.-16 ст. у складі Литви. У цей час Великополовецьке було власністю нащадків Тугоркана — князів Рожиновських. У 1591 році було включене до складу Білоцерківського староства і передано у володіння М. Ружинського.
Місцеве населення брало активну участь у козацьких повстаннях і Національно-визвольній війні.
В селі існувала церква Вознесіння Господнього. Метричні книги, клірові, відомості, сповідні розписи зберігають в ЦДІАК України http://cdiak.archives.gov.ua/baza_geog_pok/church/vely_065.xml [Архівовано 9 грудня 2018 у Wayback Machine.]
1951 року у селі встановлено бронзовий пам'ятник на гранітному постаменті Ганні Денисівні Кошовій (1871—1948), Герою Соціалістичної Праці, зачинательці стаханівського руху у сільському господарстві, ланковій колгоспу «Червоний гігант» (скульптор Іван Кавалерідзе).
На території Великополовецької сільської Ради (між вул. Новоселицею і с. Андріївкою) знаходиться пам'ятка історії — курган Мазепина могила.

## Відомі уродженці
- Пиндик Василь Михайлович (* 26 січня 1944) — бандурист, Заслужений артист України[3].

## Галерея

Адміністративна будівля
Будинок культури
Пам'ятник Ганні Кошовій
Великополовецька спеціальна загальноосвітня школа-інтернат I-II ступенів
Їдальня школи-інтернату
Навчально-виховний комплекс
Навчально-виховний комплекс
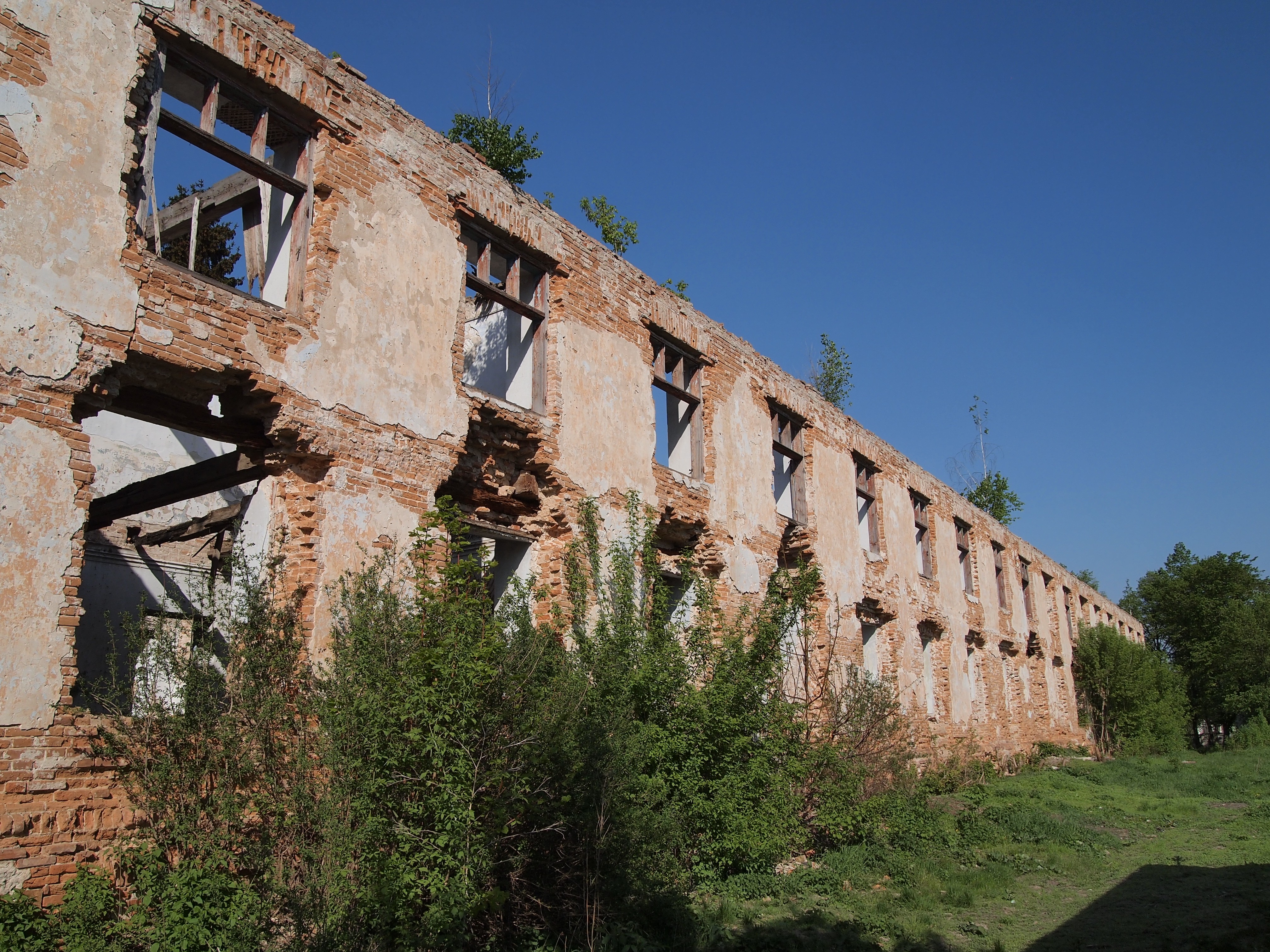
Руїни старої школи
Меморіал Другої світової війни
Пам'ятний хрест жертвам голодоморів та політичних репресій
Православна церква (УПЦ МП)
Місце для будівництва нової церкви
Дім молитви християн-баптистів
Стара будівля
Колишній військкомат
Аптека
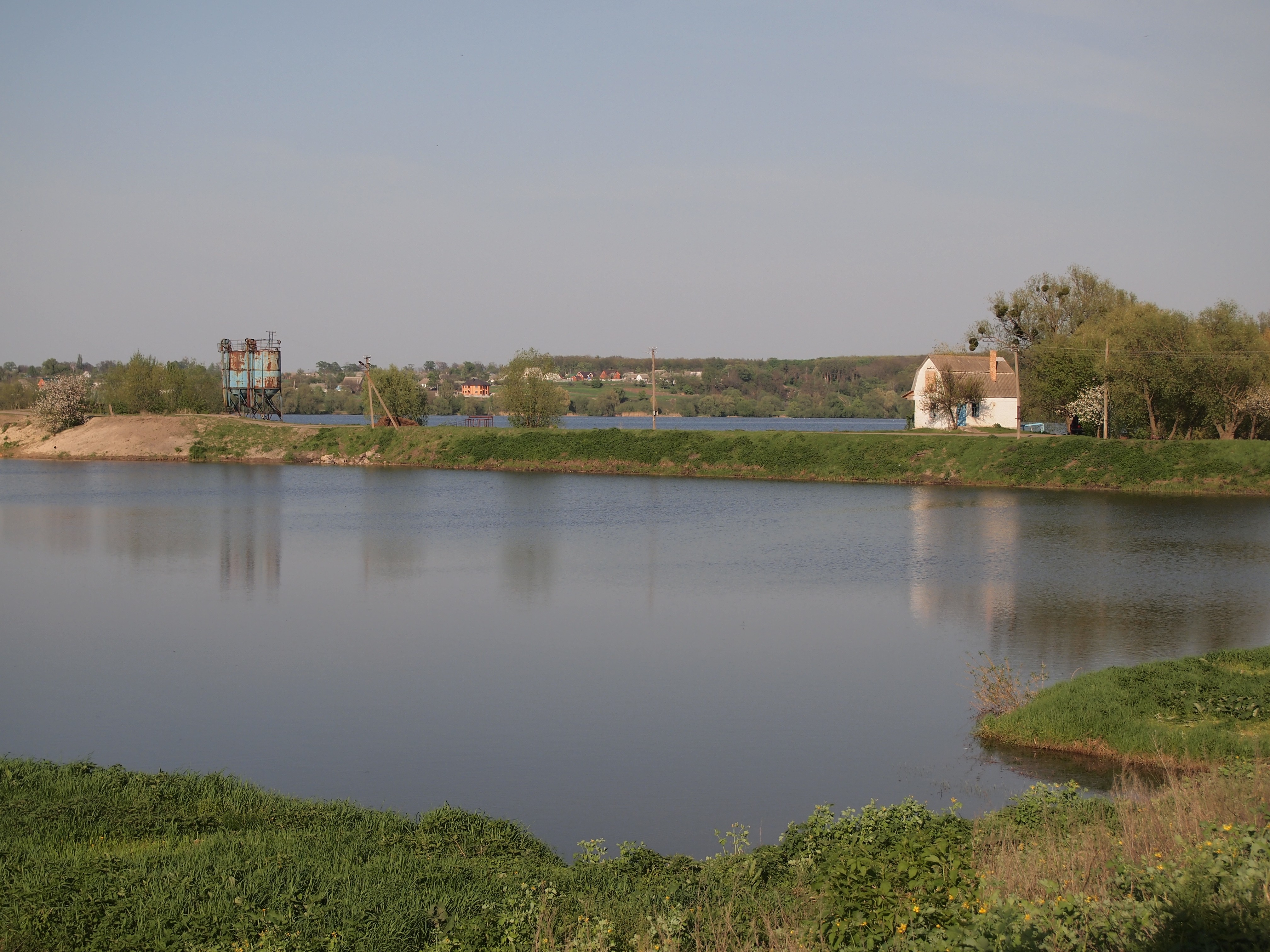
Ставки